# 6-й арсенал
6-й арсенал (укр. 6-й арсенал) — база хранения боеприпасов вооружённых сил Украины, которая находится на окраине посёлка городского типа Дружба в Ичнянском районе Черниговской области.

## История
22 июня 1941 года в городе Станислав был сформирован 1420-й полевой фронтовой артиллерийский склад 831-го окружного артиллерийского склада Киевского военного округа.
В составе разных частей и соединений прошёл Великую Отечественную войну, 26 ноября 1943 года — прибыл из Приволжского военного округа на разъезд Августовский Южной железной дороги к месту постоянной дислокации и был передан в состав Киевского военного округа.
Личный состав базы участвовал в восстановлении разрушенного войной народного хозяйства.
В 1958—1960 гг. ими был построен клуб, в 1968—1973 гг. — проложена дорога Дружба — Ичня, в 1973—1977 гг. — построена поселковая школа, в 1982—1987 гг. — КПП № 1.
После провозглашения независимости Украины арсенал министерства обороны СССР перешёл в ведение министерства обороны Украины.
С 1 мая 1993 года арсенал получил новый номер (в/ч А1479).
В 1993—1994 гг. военнослужащими был построен КПП № 2.
По состоянию на август 2010 года, 6-й арсенал занимал площадь 682 гектара и являлся одним из крупнейших объектов хранения оружия и боеприпасов на территории Украины. На его территории — более 160 хранилищ и открытых площадок, где, согласно официальным данным министерства обороны Украины, хранились 151 тыс. тонн ракет и иных боеприпасов. В марте 2013 года в арсенале оставалось свыше 100 тыс. тонн боеприпасов.
После начала боевых действий на востоке Украины весной 2014 года арсенал участвовал в снабжении боеприпасами группировки вооружённых сил Украины в Донбассе. До начала июля 2016 года арсенал поставил в войска свыше 20 тысяч тонн боеприпасов, свыше 80 военнослужащих арсенала получили свидетельства участников боевых действий.
По состоянию на начало июля 2016 года на арсенале хранились боеприпасы и стрелковое оружие.
В сентябре 2017 года было объявлено о намерении оборудовать все арсеналы Украины системами раннего обнаружения и борьбы с беспилотными летательными аппаратами.
9 октября 2018 года в 3:30 на арсенале начались взрывы боеприпасов и начался пожар. 10 октября 2018 года министр обороны Украины С. Т. Полторак сообщил, что на момент взрыва на арсенале хранилось 69,5 тыс. тонн боеприпасов, из которых 43 тысячи тонн составляли пригодные к использованию боеприпасы, 18 тыс. тонн — элементы боеприпасов и свыше 8 тыс. тонн — боеприпасы, которые уже не находились на вооружении вооруженных сил и подлежали утилизации.
С прилегающих к арсеналу территорий были эвакуированы более 12,5 тысяч человек. В радиусе 30 км было закрыто воздушное пространство, приостановлено движение железнодорожного и автомобильного транспорта. Для предотвращения чрезвычайных ситуаций от газоснабжения отключили город Ичня и 11 населенных пунктов Ичнянского района. К 11 октября 2018 года пожар был в целом ликвидирован, однако одиночные взрывы боеприпасов продолжались.
К вечеру 13 октября 2018 года группы разминирования собрали свыше двух тысяч взрывоопасных предметов, однако 14 октября 2018 отдельные взрывы продолжали происходить. 24 октября 2018 пожар был полностью ликвидирован. Всего в тушении пожара были задействованы 545 человек и 124 единицы техники (из которых 248 человек и 72 единицы техники принадлежали ГСЧС), погибших и травмированных среди них не имелось.
Перед пожаром на складе хранилось:
- 20 тысяч 152-мм гаубичных снарядов для самоходной артиллерийской установки (САУ) «Акация»;
- 9 тысяч 152-мм гаубичных снарядов для САУ «Мста-С»;
- 1300 203-мм гаубичных снарядов для САУ «Пион»;
- 5500 122-мм гаубичных снарядов для САУ «Гвоздика»;
- 34 тысячи 120-мм артиллерийских мин для САУ «Нона»;
- 567 тысяч 82-мм артиллерийских мин;
- 335 тысяч 120-мм артиллерийских мин;
- 22 тысячи 125-мм танковых снарядов;
- 3 тысячи 220-мм реактивных снарядов для реактивных систем залпового огня (РСЗО) БМ-27 «Ураган»;
- 117 тысяч 122-мм реактивных снарядов для РСЗО БМ-21 «Град»;
- 76 тысяч 122-мм реактивных снарядов для РСЗО 9А51 «Прима»;
- 175 тысяч 30-мм зенитных снарядов для зенитных самоходных установок (ЗСУ) «Тунгуска»;
- 150 тысяч 23 мм снарядов для ЗСУ «Шилка»;
- 176 тысяч 30-мм снарядов для БМП-2;
- 700 тысяч ручных гранат;
- 537 миллионов автоматных патронов калибра 5,45 мм;
- 148 миллионов автоматных патронов калибра 7,62 мм.

Пожаром и взрывами уничтожено около 90 % хранившихся в арсенале боеприпасов.